# Isola Vicentina
Isola Vicentina (velenceiül Ìzoła Visentina) település Olaszországban, Veneto régióban, Vicenza megyében. Lakosainak száma 10 228 fő (2023. január 1.). Isola Vicentina Castelgomberto, Costabissara, Malo, Caldogno, Cornedo Vicentino, Gambugliano és Villaverla községekkel határos.

## Népesség
A település népességének változása:
| Lakosok száma | 10 217 | 10 242 | 10 228 |
|               | 2017   | 2018   | 2023   |